# Acanthancora cyanocrypta
Acanthancora cyanocrypta är en svampdjursart som först beskrevs av De Laubenfels 1930.  Acanthancora cyanocrypta ingår i släktet Acanthancora och familjen Hymedesmiidae.
Artens utbredningsområde är Kalifornien. Inga underarter finns listade i Catalogue of Life.